# Zaomma
Zaomma is een geslacht van vliesvleugeligen uit de familie Encyrtidae. De wetenschappelijke naam van dit geslacht is voor het eerst geldig gepubliceerd in 1900 door Ashmead.

## Soorten
Het geslacht Zaomma omvat de volgende soorten:
- Zaomma abas (Trjapitzin, 1967)
- Zaomma acaciae (Risbec, 1959)
- Zaomma acanthococci (Pilipyuk & Trjapitzin, 1974)
- Zaomma argentipes (Howard, 1894)
- Zaomma carinae Prinsloo, 1979
- Zaomma cestus Prinsloo, 1979
- Zaomma danzigae (Pilipyuk & Trjapitzin, 1974)
- Zaomma epytus (Walker, 1839)
- Zaomma eriococci (Ferrière, 1955)
- Zaomma ficusae (Risbec, 1952)
- Zaomma hirsuta (Ratzeburg, 1852)
- Zaomma lambinus (Walker, 1838)
- Zaomma sitis Prinsloo, 1979
- Zaomma vix Prinsloo, 1979
- Zaomma xhosa Prinsloo, 1979